# Użytek ekologiczny

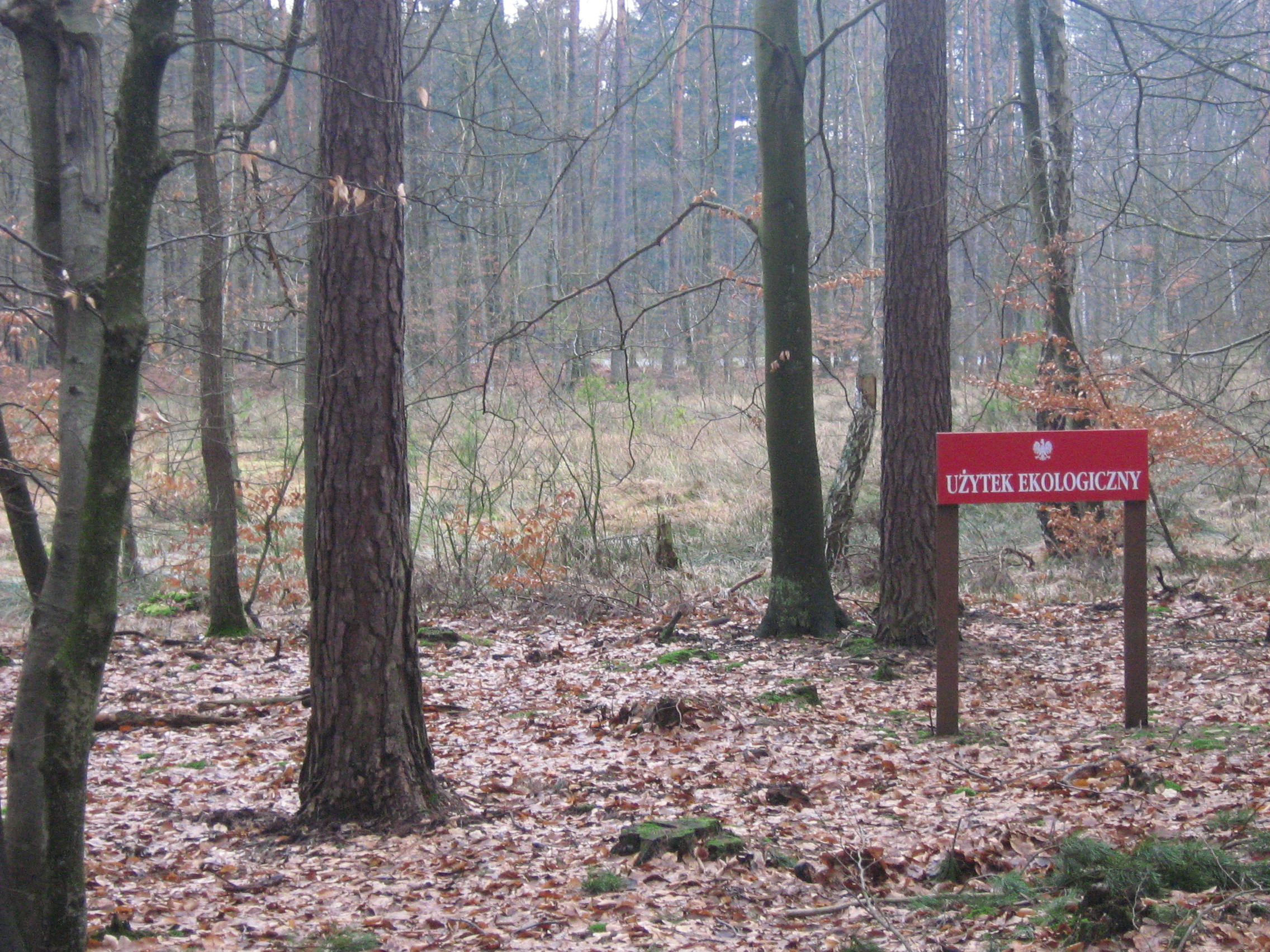
Użytek ekologiczny z Jeziorem Żabim (okolice Golczewa)

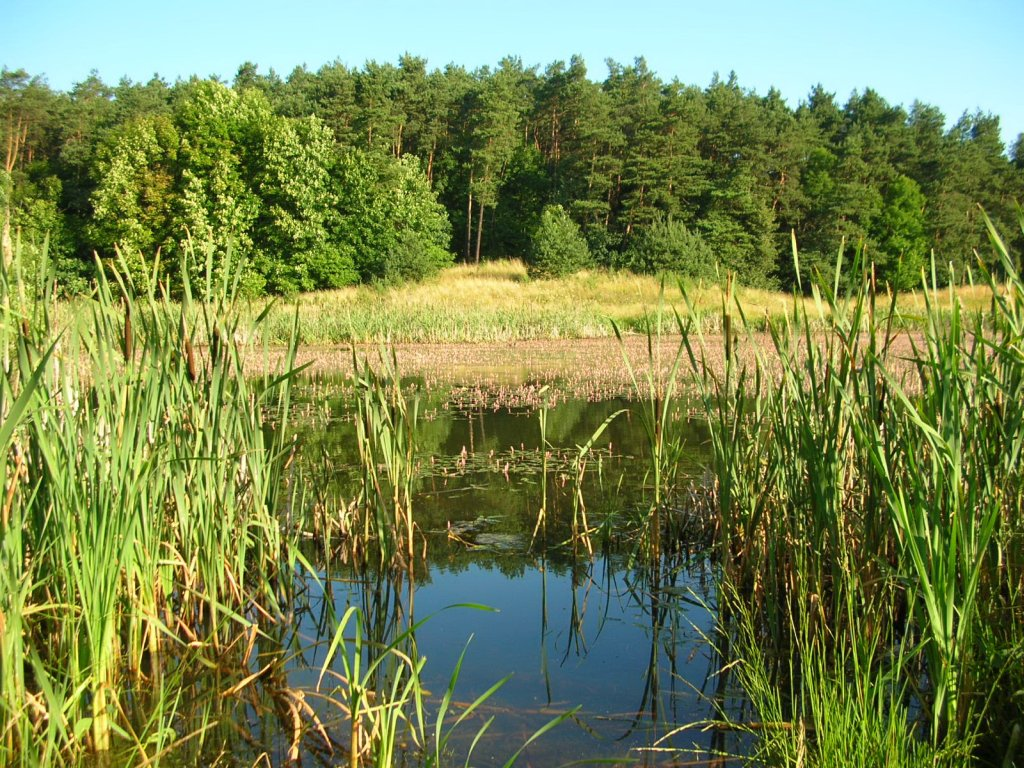
Użytek ekologiczny – torfowisko na osiedlu Osowa Góra w Bydgoszczy

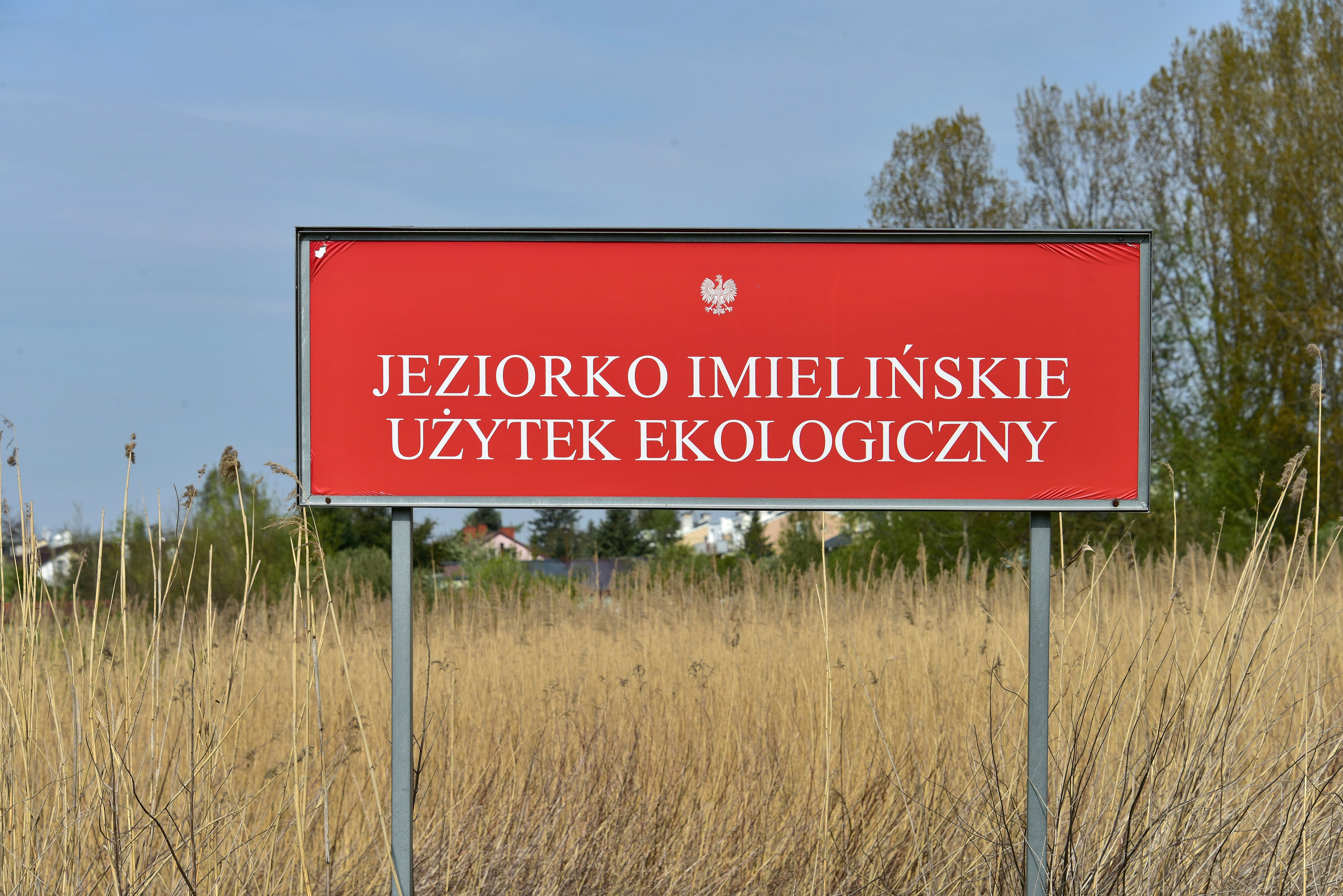
Użytek ekologiczny – Jezioro Imielińskie w Warszawie

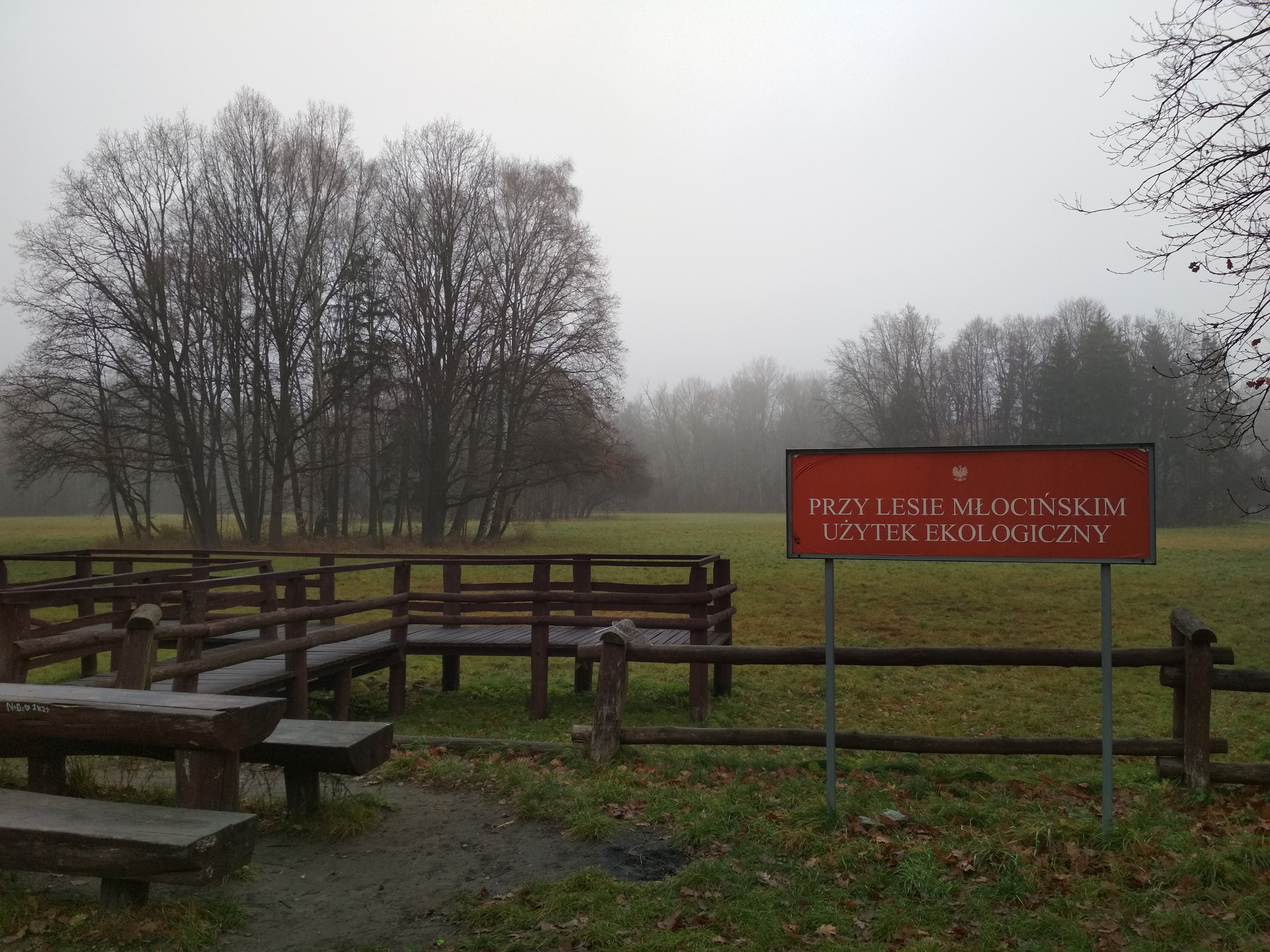
Użytek ekologiczny Przy Lesie Młocińskim w Warszawie

Użytek ekologiczny – jedna z form ochrony przyrody w Polsce. Według ustawy o ochronie przyrody z 2004 roku:

Użytkami ekologicznymi są zasługujące na ochronę pozostałości ekosystemów, mających znaczenie dla zachowania różnorodności biologicznej – naturalne zbiorniki wodne, śródpolne i śródleśne oczka wodne, kępy drzew i krzewów, bagna, torfowiska, wydmy, płaty nieużytkowanej roślinności, starorzecza, wychodnie skalne, skarpy, kamieńce, siedliska przyrodnicze oraz stanowiska rzadkich lub chronionych gatunków roślin, zwierząt, i grzybów, ich ostoje oraz miejsca rozmnażania lub miejsca sezonowego przebywania.

Istotnym powodem tworzenia użytków ekologicznych jest potrzeba objęcia ochroną niewielkich powierzchniowo obiektów, ale cennych pod względem przyrodniczym. Nie mogły one być objęte ochroną rezerwatową ze względu na niewielką powierzchnię i zazwyczaj mniejszą rangę ich  walorów przyrodniczych. W Polsce w 2023 roku znajdowało się 8217 użytków ekologicznych o łącznej powierzchni 56,7 tys. ha.
Użytek ekologiczny ustanawia rada gminy (do końca czerwca 2009 r. prawo takie miał także wojewoda), w odpowiedniej uchwale określając: nazwę danego obiektu lub obszaru, jego położenie, sprawującego nadzór, szczególne cele ochrony, w razie potrzeby ustalenia dotyczące jego czynnej ochrony oraz zakazy właściwe dla tego obiektu, obszaru lub jego części. Uchwała wymaga uzgodnienia z Regionalnym Dyrektorem Ochrony Środowiska. Wprowadzane zakazy wybiera się spośród pozycji wymienionych w art. 45 ustawy o ochronie przyrody.
Rada gminy może również, ale tylko po uzgodnieniu z Regionalnym Dyrektorem Ochrony Środowiska, znieść użytek w przypadku utraty jego wartości, albo w przypadku gdy koliduje on z realizacją inwestycji celu publicznego. Rada gminy nie ma kompetencji do zlikwidowania użytku w innych przypadkach, niż te dwie sytuacje wyraźnie wymienione w ustawie.
Gmina, która ustanowiła użytek ekologiczny, powinna (art. 113 ustawy o ochronie przyrody) w ciągu 30 dni od wejścia w życie  uchwały, przesłać Generalnemu Dyrektorowi Ochrony Środowiska  w celu umieszczenia w Centralnym Rejestrze Form Ochrony Przyrody, kopię uchwały oraz zestaw informacji obejmujący: datę utworzenia użytku, nazwę, określenie położenia geograficznego i administracyjnego (obręb ewidencyjny, gmina, powiat, województwo); wskazanie powierzchni, jeżeli można ją określić, z wyszczególnieniem formy własności i rodzajów gruntów; powołanie oznaczenia mapy obrazującej przebieg granicy; opis użytku, oznaczenie dziennika urzędowego, w którym został ogłoszony akt o utworzeniu lub uznaniu formy ochrony przyrody; informację, czy dany obszar lub obiekt albo ich część podlega ochronie zgodnie z prawem międzynarodowym (w tym położenie w obszarze Natura 2000). Może być to zrealizowane przez wprowadzenie przez Internet odpowiednich danych do bazy danych Centralnego Rejestru Form Ochrony Przyrody. Analogiczna informacja powinna być przesłana do Regionalnego Dyrektora Ochrony Środowiska (art. 114 ust. 3 ustawy) celem aktualizacji regionalnego rejestru form ochrony przyrody.
Zgodnie z art. 115 ustawy o ochronie przyrody, sprawujący nadzór nad daną formą powinien „na obrzeżach lub w pobliżu formy ochrony przyrody” umieścić tablicę informującą o nazwie formy ochrony oraz o zakazach obowiązujących w stosunku do niej.
Uznanie za użytek ekologiczny skutkuje nie tylko wprowadzeniem odpowiednich (wymienionych w uchwale rady gminy) zakazów (których naruszenie jest wykroczeniem), ale również wprowadzeniem stosowalności przepisów innych ustaw i rozporządzeń, w tym np.:
- Zaliczeniem siedlisk przyrodniczych w użytku (i to nie tylko siedlisk o znaczeniu dla Wspólnoty Europejskiej, ale także i innych – np. olsów, wilgotnych łąk, źródlisk niewapiennych) do „chronionych siedlisk przyrodniczych” w sensie ustawy o zapobieganiu i naprawie szkód w środowisku (w związku z art. 6 pkt 2a tej ustawy). Tym samym ewentualne zagrożenia dla użytku stają się „zagrożeniem szkodą w środowisku” w sensie tej ustawy, a szkoda w użytku – szkodą w środowisku wymagającą działań zapobiegawczych, naprawczych i ewentualnie kompensacyjnych. Jest to silne narzędzie ochrony, nie w pełni jeszcze w Polsce wykorzystywane;
- Obowiązkiem ujęcia w miejscowym planie zagospodarowania przestrzennego i w studium uwarunkowań i kierunków zagospodarowania przestrzennego – przy ich najbliższych aktualizacjach.
- Obowiązkiem uzgadniania decyzji o warunkach zabudowy i zagospodarowania terenu dotyczącej użytku z Regionalnym Dyrektorem Ochrony Środowiska.

Od marca 2010 r. elementem „minimalnych norm” dla rolników staje się, w granicach użytków ekologicznych (i innych form ochrony przyrody) zakaz niszczenia siedlisk przyrodniczych oraz siedlisk gatunków chronionych. Naruszenia tego zakazu, zwłaszcza powtarzające się, będą skutkować sankcjami w otrzymywanych przez rolników płatnościach.
Na podstawie art. 12 ust. 1 pkt 8 ustawy z 15 listopada 1984 (z późn. zm.) o podatku rolnym, użytki ekologiczne są zwolnione z podatku rolnego. Uznanie za użytek bagna albo łąki V lub VI klasy jest neutralne dla budżetu gminy, jednak uznanie za użytek łąki klasy IV lub wyższej  uszczupla budżet gminy o kwotę podatku rolnego od odpowiedniej powierzchni – zwykle trzeba wówczas przekonać gminę, że w długofalowej perspektywie korzyści z użytku będą większe niż te utracone dochody.
Niektóre typy użytków ekologicznych – np. wrzosowiska, murawy, łąki – mogą wymagać ochrony czynnej. Również w przypadku niektórych bagien, pożądany może być jakiś zabieg ochrony czynnej, np. zablokowanie odpływu wody. Sposoby ochrony czynnej w zasadzie powinny być ujęte w uchwale tworzącej, jednak nawet gdy tak się nie stanie, potrzebne działania ochronne zawsze mogą być, za zgodą rady gminy, wykonane. Działań ochronnych wykonywanych za zgodą rady gminy nie dotyczą wówczas zakazy obowiązujące w stosunku do użytku. Jeżeli ochrona czynna wymaga wycięcia drzew lub krzewów, to za ich wycięcie nie pobiera się opłat (art. 86 ust.1 pkt 11 ustawy o ochronie przyrody), choć wciąż obowiązują przepisy wymagające uzyskania odrębnego zezwolenia wójta gminy na wycinkę drzew.